# 鄭蕙香
鄭蕙香（1947年—），生於臺灣臺南縣（今臺南市），小時候即跟著父親至辦公室，父親在打理公文之餘，就教她寫書法。臺南師專畢業，國立臺灣師範大學美術系畢業。曾多次於臺北市省立博物館、臺中市文化中心、臺南市社會教育館、臺北國父紀念館、高雄中正文化中心、臺北市政府名人藝廊等地舉辦個展。原居於新北市板橋區，偶然至三峽遊玩時決心定居於此。作品《叮嚀》亦被納入國立歷史博物館典藏。

## 風格
50歲退休後，全心創作。其作品不限定題材、無特定筆法，亦無中西之分，甚至曾在宣紙上使用壓克力顏料。早期以水墨創作數十年，後來沉浸於西畫的世界中。作品童年系列，描述其童年時期所見所聞；也熱愛臺灣的山，曾說：「臺灣最美的地方都在山上！」前故宮博物院長林曼麗曾說：「觀看其作品，除了受她那積數十年創作經驗所沉澱出來的大氣筆墨所震撼外，也因她那自由自在，又不失穩重真誠的畫風氣質所吸引。」

## 外部連結
- 東方與西方的交會--鄭蕙香創作藝術 （页面存档备份，存于）